# Genoveffa di Brabante (film 1947)
Genoveffa di Brabante è un film del 1947, diretto da Primo Zeglio.
La pellicola è l'adattamento cinematografico della biografia su Ginevra di Brabante, presente nel volume Legenda Aurea scritto da Jacopo da Varazze, portata sul grande schermo anche nel 1964 con l'omonimo film diretto da José Luis Monter.

## Trama
VIII secolo d.C., il conte Sigfrido viene ferito in uno scontro con dei masnadieri e portato dal suo cavallo al castello del duca di Bramante. Genoveffa che è la figlia del duca di Bramante lo cura. Sigfrido se ne innamora e la sposa, portandola con sé al proprio castello. Sigfrido affida la moglie al fidato ed amico amministratore Gorc, poiché deve partire per combattere la guerra contro i saraceni. Gorc che si è innamorato di Genoveffa, elimina tutti i messaggi che Sigfrido gli invia. Gorc, che si vede respinto da Genoveffa la mette in prigione. Genoveffa dà alla luce un bambino nella prigione, ma viene accusata da Gorc di adulterio con uno scudiero. Sigfrido che è venuto a conoscenza dei fatti fa uccidere sia la moglie che il bambino. Genoveffa riesce però a fuggire facendo commuovere gli assassini, nascondendosi nella foresta insieme al figlio. Finita la guerra contro i saraceni, Sigfrido ritorna al castello; ma trova un messaggio di Genoveffa che ha scritto col proprio sangue. Scoperta la verità, Sigfrido si vendica punendo Gorc. Una volta vendicatosi, si reca nella foresta riportando al castello Genoveffa e suo figlio.